# Thermes Szent Lukács
Les Thermes Szent Lukács (en hongrois : Szent Lukács gyógyfürdő) sont un établissement thermal situé dans le 2e arrondissement de Budapest, dans le quartier de Felhévíz.